# Élections législatives de 1951 dans la Creuse
Les élections législatives françaises de 1951 se tiennent le 17 juin. Ce sont les deuxièmes élections législatives de la Quatrième République.

## Mode de scrutin
Représentation proportionnelle plurinominale suivant la méthode du plus fort reste dans 103 circonscriptions, conformément à la loi des apparentements : les listes qui se sont « apparentées » avant l'élection remportent tous les sièges de la circonscription si leurs voix ajoutées obtiennent la majorité absolue des suffrages exprimés. Il y a 629 sièges à pourvoir.
Le vote préférentiel est admis. 
Dans le département de la Creuse, trois députés sont à élire.

## Candidats

### Liste d'union républicaine et résistante et antifasciste
| N° | Candidats | Candidats        | Parti    | Principales fonctions                                                                                     |
| -- | --------- | ---------------- | -------- | --- |
| 01 |           | Auguste Tourtaud | PCF      | Instituteur, ancien résistant, député sortant, Guéret                                                     |
| 02 |           | Jean-Louis Dumet | PCF      | Agriculteur, député sortant, conseiller général du canton de Pontarion, maire de Saint-Hilaire-le-Château |
| 03 |           | Émile Grandet    | Soc.ind. | Propriétaire exploitant à Gartempe                                                                        |

### Liste de la section française de l'Internationale ouvrière
| N° | Candidats | Candidats               | Parti    | Principales fonctions                                                                                   |
| -- | --------- | ----------------------- | -------- | --- |
| 01 |           | Anselme Florand         | SFIO     | Cultivateur et expert agricole à Clairavaux, député sortant                                             |
| 02 |           | Émile-François Parrain  | Soc.ind. | Médecin, maire de La Souterraine                                                                        |
| 03 |           | Louis-Gaston Roussillat | SFIO     | Professeur d'Ecole normale, conseiller général du canton de Saint-Vaury, conseiller municipal de Guéret |

### Liste républicaine radicale et radicale-socialiste et Rassemblement des gauches républicaines
| N° | Candidats | Candidats              | Parti       | Principales fonctions                                                                |
| -- | --------- | ---------------------- | ----------- | ------------------------------------------------------------------------------------ |
| 01 |           | Olivier de Pierrebourg | Radical-RGR | Ancien résistant déporté, directeur publicitaire, Compagnon de la Libération, Guéret |
| 02 |           | Gustave Gibard         | Radical-RGR | Maire de Boussac, industriel                                                         |
| 03 |           | Alphonse Fradet        | Radical-RGR | Agriculteur propriétaire exploitant, maire de Peyrat-la-Nonière                      |

### Liste du Rassemblement du peuple français
| N° | Candidats | Candidats           | Parti | Principales fonctions    |
| -- | --------- | ------------------- | ----- | ------------------------ |
| 01 |           | Camille Brissat     | RPF   | Administrateur civil     |
| 02 |           | Claude Schneider    | RPF   | Représentant de commerce |
| 03 |           | Auguste Lacharpagne | RPF   | Transporteur             |

### Liste du Rassemblement des groupes républicains et indépendants français
| N° | Candidats | Candidats       | Parti | Principales fonctions                                    |
| -- | --------- | --------------- | ----- | -------------------------------------------------------- |
| 01 |           | Camille Ferrand | RGRIF | Homme de lettres, ancien député radical, ancien sénateur |
| 02 |           | Louis Masfayon  | RGRIF | Propriétaire                                             |
| 03 |           | Raymond Sinaud  | RGRIF | Agriculteur                                              |

### Liste du Mouvement républicain populaire
| N° | Candidats | Candidats            | Parti | Principales fonctions                      |
| -- | --------- | -------------------- | ----- | ------------------------------------------ |
| 01 |           | François Deguillaume | MRP   | Docteur en médecine                        |
| 02 |           | André Meunier        | MRP   | Professeur                                 |
| 03 |           | Octave Chataignat    | MRP   | Commerçant (négociant en vins) à Pontarion |

### Liste de l'Union démocratique et socialiste de la Résistance et de défense des libertés
| N° | Candidats | Candidats         | Parti                | Principales fonctions                            |
| -- | --------- | ----------------- | -------------------- | ------------------------------------------------ |
| 01 |           | Raymond Puiboube  | UDSR                 | Journaliste, ancien résistant, Peyrat-la-Nonière |
| 02 |           | Albert Jolivet    | Défense des libertés | Minotier                                         |
| 03 |           | Jean-André Ollier | UDSR                 | Cultivateur à Moutier-Rozeille                   |

## Élus
| Député sortant   | Parti | Parti | Député élu ou réélu          | Parti | Parti   |
| ---------------- | ----- | ----- | ---------------------------- | ----- | ------- |
| Auguste Tourtaud |       | PCF   | Auguste Tourtaud             |       | PCF     |
| Jean-Louis Dumet |       | PCF   | Olivier Harty de Pierrebourg |       | Rad soc |
| Anselme Florand  |       | SFIO  | Anselme Florand              |       | SFIO    |

## Résultats

### Résultats à l'échelle du département
- Les listes de la SFIO, de l'union Rad soc-RGR, du RGRIF, du MRP et de l'UDSR-Déf. lib se sont apparentées.
- Leurs voix cumulées représentant moins de 50% des exprimés, les sièges sont répartis à la proportionnelle entre tous les partis.
- Le score de l'apparentement est considéré comme celui d'une liste pour la répartition générale, ensuite la répartition interne des sièges entre apparentées se fait également à la proportionnelle.

| Parti    | Parti           | Tête de liste                | Résultats | Résultats | Sièges |  |
| Parti    | Parti           | Tête de liste                | Voix      | %         |        |  |
| -------- | --------------- | ---------------------------- | --------- | --------- | ------ |  |
|          | PCF             | Auguste Tourtaud             | 36 150    | 39,91     | 1      |  |
|          | SFIO *          | Anselme Florand              | 19 965    | 22,04     | 1      |  |
|          | Rad soc-RGR *   | Olivier Harty de Pierrebourg | 11 294    | 12,47     | 1      |  |
|          | RPF             | Camille Brissat              | 10 555    | 11,65     | 0      |  |
|          | RGRIF *         | Camille Ferrand              | 6 411     | 7,08      | 0      |  |
|          | MRP *           | François Deguillaume         | 4 452     | 4,92      | 0      |  |
|          | UDSR-Déf. lib * | Raymond Puiboube             | 1 280     | 1,41      | 0      |  |
|          |                 |                              |           |           |        |  |
| Inscrits | Inscrits        | Inscrits                     | 127 147   | 100,00    | 3      |  |
| Votants  | Votants         | Votants                      | 92 313    | 72,60     |        |  |
| Exprimés | Exprimés        | Exprimés                     | 90 570    | 98,11     |        |  |